# Карл Вюртемберг-Бернштадтский
Карл Вюртембергский-Бернштадт (нем. Karl von Württemberg-Bernstadt; 11 марта 1682, Доброшице — 8 февраля 1745, Бернштадт) — герцог Олесницкий в Юлиусбурге (1684—1697) и герцог Берутувский (Бернштадт) (1697 —1745).

## Биография
Представитель Вюртембергского дома. Второй (младший) и единственный выживший сын герцога Юлия Зигмунда Вюртемберг-Юлиусбургского (1653—1684) от брака с Анной Софией (1647—1726), дочерью герцога Адольфа Фридриха I Мекленбург-Шверинского (1588—1658) и Марии Екатерины Брауншвейг-Данненбергской (1616—1665).
15 октября 1684 года после смерти своего отца двухлетний Карл был объявлен новым герцогом Олесницким в Юлиусбурге. Он находился под опекой, пока не достиг совершеннолетия в 1704 году.
В 1697 году после смерти бездетного герцога Сильвия II Фридриха, дяди Карла, его другой дядя, герцог Христиан Ульрих Вюртемберг-Бернштадтский унаследовал герцогство Олесницкое (Эльс). Христиан Ульрих переселился из Бернштадта в Эльс, а титул и владения герцога Берутувского (Бернштадт) передал своему племяннику Карлу.
Карл управлял своими владениями самовластно и расточительно. В 1740 году его советники обратились к императору Священной Римской империи Иосифу I Габсбургу, который отстранил герцога от управления. В 1742 году герцогская казна оказалась пуста. Затем герцог Карл вынужден был продать часть своих владений (в том числе город Твардогура).
8 февраля 1745 года 62-летний герцог Карл Вюртемберг-Бернштадт скончался бездетным. После его смерти герцогство Берутувское (Бернштадт) унаследовал его двоюродный брат, герцог Карл Кристиан Эрдман Вюртемберг-Эльс (1716—1792), который объединил все силезские земли Вюртембергского дома под своей властью.

## Брак
20 декабря 1703 года в Майнингене герцог Карл Вюртемберг-Бернштадт женился на Вильгельмине Луизе (19 января 1686 — 5 октября 1753), младшей дочери герцога Бернгарда I Саксен-Мейнингенского (1649—1706) и Елизаветы Элеоноры Брауншвейг-Вольфенбюттельской (1658—1729). Их брак был бездетным.